# La pianura in fiamme
La pianura in fiamme (El llano en llamas in spagnolo) è il titolo di una raccolta di racconti dello scrittore messicano Juan Rulfo.

## Storia editoriale
La prima edizione del 1953, pubblicata a Città di Messico dal Fondo de Cultura Económica, comprendeva quindici racconti, alcuni già comparsi nelle riviste Pan e América e altri inediti, scritti con il sostegno economico della Fondazione Rockefeller e del Centro Mexicano de Escritores. Di questa prima edizione furono stampati duemila esemplari. Nel 1955 venne pubblicata una seconda edizione, cui seguì una terza nel 1959.
La versione definitiva comprende in tutto diciassette racconti: ai quindici della prima edizione si aggiunsero, a partire dal 1971, «Il giorno del crollo» e «L'eredità di Matilde Arcángel».
Inizialmente, l'opera avrebbe dovuto intitolarsi Los cuentos del Tío Celerino ("I racconti dello zio Celerino"), come omaggio di Rulfo a un suo zio, il quale soleva raccontare storie dei suoi viaggi. Il titolo definitivo, El llano en llamas (in alcune edizioni El Llano en llamas), allude al Llano Grande, vasta pianura nello stato di Jalisco.
La prima edizione italiana (1963) per Mondadori, intitolata La morte al Messico, modificò l'ordine dei racconti e alcuni dei titoli. Ad esempio, «Nos han dado la tierra» («Ci hanno dato la terra» nelle successive traduzioni) venne intitolato «I cuccioli»; «Macario» divenne «I fiori d'ibisco»; «Es que somos muy pobres» («È che siamo molto poveri»), «La piena». Nel 1990 uscì una nuova edizione, con Einaudi.

## Contenuto
Molti racconti sono ambientati nel villaggio di Comala, situato nello stato di Colima, in Messico, ma l'autore si ispirò principalmente al paese di San Gabriel (Jalisco), da cui prenderà ispirazione anche per il romanzo Pedro Páramo (1955). L'arido paesaggio è popolato da gente solitaria, silenziosa e infelice, contadini messicani che, dopo la Rivoluzione messicana, sopravvivono senza speranza.
Alcuni dei racconti si svolgono proprio all'epoca della Rivoluzione del 1910 e della Guerra cristera, come «La pianura in fiamme» e «La notte che lo lasciarono solo», altri nel periodo immediatamente successivo, come «Paso del Norte», sull'emigrazione dei contadini messicani verso gli Stati Uniti, o «Ci hanno dato la terra», sulle conseguenze della riforma agraria.

## Temi e stile
L'opera presenta caratteristiche tipiche del realismo magico e l'uso frequente del linguaggio popolare. La narrazione è quasi sempre affidata ai personaggi.

## Racconti
| #  | Titolo del racconto               |
| -- | --------------------------------- |
| 1  | «Macario»                         |
| 2  | «Ci hanno dato la terra»          |
| 3  | «La Costa delle Comadres»         |
| 4  | «È che siamo molto poveri»        |
| 5  | «L'uomo»                          |
| 6  | «All'alba»                        |
| 7  | «Talpa»                           |
| 8  | «La pianura in fiamme»            |
| 9  | «Digli che non mi ammazzino!»     |
| 10 | «Luvina»                          |
| 11 | «La notte che lo lasciarono solo» |
| 12 | «Ricordati»                       |
| 13 | «Paso del Norte»                  |
| 14 | «Anacleto Morones»                |
| 15 | «Non senti abbaiare i cani?»      |
| 16 | «L'eredità di Matilde Arcángel»   |
| 17 | «Il giorno del crollo»            |

## Edizioni italiane
- La morte al Messico, Traduzione di Giuseppe Cintioli, Mondadori, 1963
- La pianura in fiamme, Traduzione di Francisca Perujo, Nuovi Coralli Einaudi, 1990
- La pianura in fiamme, Traduzione Maria Nicola, Prefazione di Ernesto Franco, Einaudi, 2012